# Mark Bernes
Mark Naoemovitsj Bernes (Russisch: Марк Нау́мович Бернес) (Nizjyn, 8 oktober 1911 (O.S. 25 september) – Moskou, 16 augustus 1969) was een Russisch acteur en zanger. Wegens zijn stem en manier van zingen werd hij vaak vergeleken met Bing Crosby en Frank Sinatra.

## Muziekcarrière
Bernes is vooral bekend wegens zijn muziekcarrière. Zijn repertoire bestond voornamelijk uit aangrijpende liederen over de Tweede Wereldoorlog. De beroemdste zijn de oorlogslieden Tomnaja notsj (Russisch: Тёмная ночь, Nederlands: Donkere nacht) en Zjoeravli (Russisch: Журавли, Nederlands: Kraanvogels).
- Bibliothèque nationale de France: cb139910278 (data)
- Gemeinsame Normdatei: 128959282
- International Standard Name Identifier: 0000 0000 6680 1610
- Library of Congress Control Number: n81089238
- Nationale Bibliotheek van Letland: 000149689
- MusicBrainz: d0b09698-5d4d-4976-9440-f1a9cd217515
- Nationale Bibliotheek van Israël: 987007302302205171
- Virtual International Authority File: 8452628
- WorldCat: E39PBJxhgHTYRm8GCDc6MgYwYP